# Mel Fire
Mel Fire (São Paulo), é uma modelo, streamer, stripper e atriz pornográfica brasileira.

## Carreira
Mel é atriz profissional com DRT (registro profissional). Também atua na área de perícia criminal formada e é fluente em 5 línguas.
A atriz também se especializou em massagem tântrica e dominação profissional, se tornando uma das atrizes mais requisitadas e bem pagas da indústria.
Passou uma temporada de sua vida trabalhando como exotic performer e dançarina em clubes na cidade de Las Vegas, onde chegou a se apresentar para o cantor Justin Bieber. Na Alemanha, a profissional participou da Vênus Berlin, uma das maiores feiras eróticas do Mundo.
Em 2017, Mel Fire conquistou o prêmio do Sexy Hot, conhecido como o Oscar do Entretenimento Adulto Brasileiro.
Na internet, também faz sucesso no YouTube com o canal "The Mel Fire Show", falando sobre assuntos relacionados a games e mostrando os bastidores de suas viagens.
Em 2019, atuou no seriado Hard, da HBO Brasil.
Em 2020, lança o livro "Alpha Woman - Lições de uma dominatrix na vida, na cama e no escritório", sobre técnicas práticas e rápidas de dominação na vida real.
Em 2022, inicia sua jornada como streamer de games.

### Prêmios
É vencedora do prêmio revelação LGBT do Sexy Hot 2017.
| Ano  | Prêmio          | Resultado | Categoria                                                                                                | Fonte         |
| ---- | --------------- | --------- | --- | ------------- |
| 2017 | Prêmio Sexy Hot | Venceu    | Revelação do Ano LGBT                                                                                    | [ 10 ] [ 11 ] |
| 2017 | Prêmio Sexy Hot | Venceu    | Melhor Cena de Orgia/Gang Bang em Orgasmos Múltiplos (com Emme White, Fabi Thompson e Patrícia Kimberly) | [ 10 ] [ 11 ] |
| 2017 | Prêmio Sexy Hot | Indicada  | Melhor Atriz homo feminina                                                                               | [ 10 ] [ 11 ] |